# Steve Hodge
Stephen Brian Hodge (ur. 25 października 1962 w Nottingham) – angielski piłkarz, reprezentant kraju grający na pozycji pomocnika.

## Kariera klubowa
Hodge urodził się w Nottingham i dołączył do klubu ze swojego rodzinnego miasta Nottingham Forest w 1980; zadebiutował przeciwko Ipswich Town ostatniego dnia sezonu 1981/82.
Hodge stał się podstawowym zawodnikiem pierwszego składu w następnym sezonie, gdy klub próbował zbudować nowy, młody zespół po tym, jak drużyna, która zdobyła dwa Puchary Europy, zaczęła się starzeć i rozpadać. Hodge dotarł z zespołem do półfinału Pucharu UEFA w sezonie 1983/84, gdzie przegrał z Anderlechtem. Latem 1985 roku Forest przyjął ofertę Aston Villi w wysokości 450 000 funtów. W zespole z Birmingham występował do grudnia 1986, kiedy za 650 000 funtów został sprzedany do Tottenhamu. 
Menedżer Tottenhamu David Pleat umieścił Hodge'a na lewym skrzydle. Hodge strzelił gola w swoim debiucie w drugi dzień świąt 1986, pokonując West Ham United 4:0. Popularne Koguty dotarły do finału Pucharu Anglii w sezonie 1986/87, gdzie musieli uznać wyższość Coventry City. 
Menedżer Forest, Brian Clough, zapłacił Tottenhamowi 550 000 funtów i Hodge wrócił do swojego macierzystego klubu. 
Wraz z Forest dotarł do finału Pucharu Anglii w sezonie 1990/91, w którym musiał uznać wyższość Tottenhamu. Dwukrotnie sięgnął po Puchar Ligi Angielskiej w sezonach 1988/89 i 1989/90, a także po trofeum Full Members Cup w sezonie 1988/89. Łącznie podczas ośmiu lat gry dla Forest wystąpił w 206 spotkaniach ligowych, w których strzelił 50 bramek. 
Latem 1991 Hodge został sprzedany do Leeds United za 900 000 funtów. Walczył o regularne miejsce w składzie zespołu z Elland Road. W pierwszym sezonie rozegrał 23 spotkania i strzelił siedem goli, które przyczyniły się do zdobycia przez Leeds mistrzostwa kraju. W 1994 Hodge został wypożyczony do Derby County.
Kolejne lata gry to występy dla Queens Park Rangers (15/0) oraz Watfordu                      
(2/0). Karierę zakończył w 1998 po rozegraniu jednego spotkania dla Leyton Orient. 
| Sezon   | Klub              | Kraj   | Rozgrywki       | Mecze | Bramki |
| ------- | ----------------- | ------ | --------------- | ----- | ------ |
| 1980/81 | Nottingham Forest | Anglia | First Division  | 0     | 0      |
| 1981/82 | Nottingham Forest | Anglia | First Division  | 1     | 0      |
| 1982/83 | Nottingham Forest | Anglia | First Division  | 39    | 8      |
| 1983/84 | Nottingham Forest | Anglia | First Division  | 39    | 10     |
| 1984/85 | Nottingham Forest | Anglia | First Division  | 42    | 12     |
| 1985/86 | Nottingham Forest | Anglia | First Division  | 2     | 0      |
| 1985/86 | Aston Villa       | Anglia | First Division  | 36    | 8      |
| 1986/87 | Aston Villa       | Anglia | First Division  | 17    | 4      |
| 1986/87 | Tottenham Hotspur | Anglia | First Division  | 19    | 4      |
| 1987/88 | Tottenham Hotspur | Anglia | First Division  | 26    | 3      |
| 1988/89 | Nottingham Forest | Anglia | First Division  | 34    | 7      |
| 1989/90 | Nottingham Forest | Anglia | First Division  | 34    | 10     |
| 1990/91 | Nottingham Forest | Anglia | First Division  | 14    | 3      |
| 1991/92 | Leeds United      | Anglia | First Division  | 23    | 7      |
| 1992/93 | Leeds United      | Anglia | Premier League  | 23    | 2      |
| 1993/94 | Leeds United      | Anglia | Premier League  | 8     | 1      |
| 1994/95 | Derby County      | Anglia | First Division  | 10    | 2      |
| 1994/95 | QPR               | Anglia | Premier League  | 15    | 0      |
| 1995/96 | Watford           | Anglia | First Division  | 2     | 0      |
| 1996/97 | Watford           | Anglia | Second Division | 0     | 0      |
| 1997/98 | Leyton Orient     | Anglia | Third Division  | 1     | 0      |

## Kariera reprezentacyjna
Hodge w reprezentacji Synów Albionu zadebiutował 23 marca 1986 w wygranym 1:0 meczu ze Związkiem Radzieckim. 
W 1986 znalazł się w drużynie na Mistrzostwa Świata. Na meksykańskim turnieju zagrał w trzech meczach grupowych z Portugalią, Marokiem i Polską. Zagrał również w meczu 1/8 finału z Paragwajem oraz w przegranym po dwóch bramkach Diego Maradony ćwierćfinale z Argentyną. 
Hodge zasłużył na swoje wątpliwe miejsce w historii futbolu – nieumyślnie „pomógł” Maradonie strzelić gola ręką (chociaż niezgodnie z przepisami to jednak uznanego) na 1:0 w 51. minucie. Bramka ta została nazwana później „Ręka Boga”. Hodge po meczu zamienił się koszulkami ze swoim rywalem w tunelu i od tego czasu był właścicielem – mimo że przedmiot ten spędził ponad 20 lat w Narodowym Muzeum Piłki Nożnej w Manchesterze.
Cztery lata później pojechał na Mistrzostwa Świata rozgrywane we Włoszech. Tam pełnił rolę zawodnika rezerwowego, a Anglia zakończyła turniej na 4. miejscu. Po raz ostatni w drużynie narodowej Hodge zagrał 1 maja 1991 w wygranym 1:0 meczu z Turcją. Łącznie Hodge w latach 1986–1991 wystąpił w 24 spotkaniach reprezentacji Anglii.
| Mecze i gole w reprezentacji | Mecze i gole w reprezentacji | Mecze i gole w reprezentacji | Mecze i gole w reprezentacji | Mecze i gole w reprezentacji | Mecze i gole w reprezentacji | Mecze i gole w reprezentacji |
| #                            | Data                         | Miasto                       | Przeciwnik                   | Gol                          | Wynik                        | Rozgrywki                    |
| ---------------------------- | ---------------------------- | ---------------------------- | ---------------------------- | ---------------------------- | ---------------------------- | ---------------------------- |
| 1.                           | 26.03.1986                   | Tbilisi                      | ZSRR                         |                              | 1:0                          | towarzyski                   |
| 2.                           | 23.04.1986                   | Londyn                       | Szkocja                      |                              | 2:1                          | towarzyski                   |
| 3.                           | 24.05.1986                   | Burnaby                      | Kanada                       |                              | 1:0                          | towarzyski                   |
| 4.                           | 03.06.1986                   | Monterrey                    | Portugalia                   |                              | 0:1                          | MŚ 1986                      |
| 5.                           | 06.06.1986                   | Monterrey                    | Maroko                       |                              | 0:0                          | MŚ 1986                      |
| 6.                           | 11.06.1986                   | San Nicolás de los Garza     | Polska                       |                              | 3:0                          | MŚ 1986                      |
| 7.                           | 18.06.1986                   | Meksyk                       | Paragwaj                     |                              | 3:0                          | MŚ 1986                      |
| 8.                           | 22.06.1986                   | Meksyk                       | Argentyna                    |                              | 1:2                          | MŚ 1986                      |
| 9.                           | 10.09.1986                   | Solna                        | Szwecja                      |                              | 0:1                          | towarzyski                   |
| 10.                          | 15.10.1986                   | Londyn                       | Irlandia Północna            |                              | 3:0                          | El. ME 1988                  |
| 11.                          | 12.11.1986                   | Londyn                       | Jugosławia                   |                              | 2:0                          | El. ME 1988                  |
| 12.                          | 18.02.1987                   | Madryt                       | Hiszpania                    |                              | 4:2                          | towarzyski                   |
| 13.                          | 01.04.1987                   | Belfast                      | Irlandia Północna            |                              | 2:0                          | El. ME 1988                  |
| 14.                          | 29.04.1987                   | Izmir                        | Turcja                       |                              | 0:0                          | El. ME 1988                  |
| 15.                          | 23.05.1987                   | Glasgow                      | Szkocja                      |                              | 0:0                          | towarzyski                   |
| 16.                          | 14.09.1988                   | Londyn                       | Dania                        |                              | 1:0                          | towarzyski                   |
| 17.                          | 15.11.1989                   | Londyn                       | Włochy                       |                              | 0:0                          | towarzyski                   |
| 18.                          | 13.12.1989                   | Londyn                       | Jugosławia                   |                              | 2:1                          | towarzyski                   |
| 19.                          | 25.04.1990                   | Londyn                       | Czechosłowacja               |                              | 4:2                          | towarzyski                   |
| 20.                          | 15.05.1990                   | Londyn                       | Dania                        |                              | 1:0                          | towarzyski                   |
| 21.                          | 22.05.1990                   | Londyn                       | Urugwaj                      |                              | 1:2                          | towarzyski                   |
| 22.                          | 02.06.1990                   | Tunis                        | Tunezja                      |                              | 1:1                          | towarzyski                   |
| 23.                          | 06.02.1991                   | Londyn                       | Kamerun                      |                              | 2:0                          | towarzyski                   |
| 24.                          | 01.05.1991                   | Izmir                        | Turcja                       |                              | 1:0                          | El. ME 1992                  |

## Kariera trenerska
Hodge w 2013 pełnił rolę tymczasowego trenera w zespole Notts County.

## Koszulka Maradony
Po śmierci Maradony w listopadzie 2020, Hodge był obiektem licznych próśb od osób chcących kupić koszulkę, którą zamienił się z Maradoną po meczu ćwierćfinałowym Mistrzostw Świata 1986.  Hodge powiedział: „To nie jest na sprzedaż. Nie próbuję jej sprzedać”. Hodge uznał jednak, że to właściwy moment na sprzedaż koszuli za pośrednictwem renomowanego międzynarodowego domu aukcyjnego Sotheby's w kwietniu 2022.
Po ogłoszeniu sprzedaży koszulki córka Maradony, Dalma i była żona Claudia, stwierdziły, że nie jest to ta sama koszulka, w której Maradona strzelił oba gole. Jednak później zostało to obalone przez Sotheby's po ustaleniu autentyczności koszulki. Sam Maradona wspomniał w autobiografii, że oddał koszulkę Hodge'owi w tunelu po meczu, przed powrotem do szatni. W maju 2022 koszulka została sprzedana za 7,1 miliona funtów, co stanowi rekord,  jeśli chodzi o koszulki noszone podczas wydarzenia sportowego.

## Sukcesy
Tottenham Hotspur
- Finał Pucharu Anglii (1): 1986/87

Nottingham Forest
- Finał Pucharu Anglii (1): 1990/91
- Puchar Ligi Angielskiej (2): 1988/89, 1989/90
- Full Members Cup (1): 1988/89

Leeds United
- Mistrzostwo Anglii (1): 1991/92
- Tarcza Wspólnoty (1): 1992